# Laccophilus perparvulus
Laccophilus perparvulus är en skalbaggsart som beskrevs av Régimbart 1895. Laccophilus perparvulus ingår i släktet Laccophilus och familjen dykare. Inga underarter finns listade i Catalogue of Life.